# Argumentum ad baculum
Argumentum ad baculum (лат. батинама против аргумента), такође позната и као позивање на силу, је логичка грешка која настаје када се сила, принуда, или претња силом користи као средство убеђивања у расправи. До ове грешке долази када један од учесника у расправи запрети другом учеснику силом уколико овај не прихвати његове ставове.

## Као логички аргумент
Погрешан логички аргумент који се базира на argumentum ad baculum-у обично има следећу форму:
ако x не прихвати да P, онда Q.
Q је претња или напад на  x.
Стога, P је тачно.
Ова форма аргумента представља логичку грешку, јер напад Q не мора обавезно да открива ништа о истинитосној вредности премисе P. Ову грешку су још у средњем веку идентификовали многи филозофи. Ово је посебан случај логичке грешке argumentum ad consequentiam.

### Пример
- "Библија је истинита: ако је одбацим, бићу кажњен."

(Физичко насиље или социјалне и економске санкције су често биле примењиване према религиозним или политичким дисидентима Пример је спаљивање Ђордана Бруна на ломачи.)

## Као не-логички аргумент
Сличан али не-логички аргумент може имати отрилике следећу форму: 
Ако x не прихвати P, онда Q.
Q је претња или напад на x.
Стога, x треба да прихвати P да би избегао Q.
Ово није логички аргумент у техничком смислу, јер закључак користи не-логичке или квази-логичке изразе као што су "треба" и не одговара на питање да ли је P истинито. Уместо тога, ово је сугестија да ће неко стећи корист ако верује у P, или каже да верује у P, чак иако је P логички нетачно. Питање да ли је овакав предлог (да x треба да прихвати P) прихватљив излази из оквира које проучава логика, и укључује субјективна питања практичности или етике, посебно ако је P морални став, као што је "R је етично". Неки прагматисти тврде да се велики број људских убеђења заснива на овим типовима аргумената.

### Примери
- "Подржавам рат: Да не подржавам, био бих протеран из заједнице."

(Многим младим људима у САД који су се противили рату у Вијетнаму је речено да не би требало да се држе ових ставова, јер би могли да се суоче са дискриминацијом од стране потенцијалних послодаваца. Овај аргумент даје добре разлоге да се ово мишљење задржи за себе, али не даје аргументацију да је антиратни став погрешан.)
- Постоји чувени пример у научно-фантастичном филму Ратови звезда епизода IV: Нова нада, када Р2-Д2 побеђује у партији холографског шаха против Чубаке, и Чубака се буни:

Ц-3ПО: Начинио је исправан потез. Вриштање ти неће помоћи.
Хан Соло: (упада) Пусти га. Није мудро узнемиравати Вукија.
Ц-3ПО: Али господине, нико се не брине да не узнемири дроида.
Хан Соло: То је због тога што дроиди немају обичај да чупају људима руке кад изгубе. Вукији су познати по томе.
Ц-3ПО: Разумем вашу поенту, господине. Предлажем нову стратегију, Р2. Пусти Вукија да победи.